# راميش سانغا
راميش سانغا هو محامي وسياسي كندي، ولد في 6 يونيو 1945 في الهند. نشط حزبياً في الحزب الليبرالي الكندي. وقد انتخب عضو مجلس العموم الكندي عن دائرة Brampton Centre (federal electoral district) ‏ وقد انضم خلال فترته النيابية ‏ للكتلة البرلمانية الحزب الليبرالي الكندي.